# Bludnaja (affluente del Chilok)
La Bludnaja (in russo Блудная?) è un fiume della Russia siberiana meridionale (Territorio della Transbajkalia), tributario di sinistra del Chilok. Scorre nei distretti Petrovsk-Zabajkal'skij e Chilokskij.

## Descrizione
Ha origine dal versante settentrionale dei monti Malchanskij (altopiani della Selenga); scorre in direzione nord-est, poi gira a nord e attraversa la catena dei monti Jablonovyj. Sfocia nel Chilok, a 542 km dalla foce, 15 chilometri a est della città di Chilok. La Bludnaja ha una lunghezza di 164 km, il bacino è di 4480 km². La portata del fiume, a 895 chilometri dalla foce, è di 6,22 m³/s.